# 필립 헤레베헤
필립 마리아 프랑수아 헤레베헤(Philippe Maria François Herreweghe, 1947년 5월 2일 ~ )는 벨기에 출신 지휘자이자 합창 지휘자이다.
헤레베헤는 라 샤펠 르와얄과 콜레기움 보칼레 겐트를 창단했으며, 르네상스부터 초기 낭만주의 시대의 고전 음악에 이르는 폭넓은 레퍼토리를 소화하는 지휘자로 명성이 높다. 그는 요한 제바스티안 바흐의 음악을 특히 집중적으로 다루는 바로크 음악 전문가이다.

## 생애
헤레베헤는 헨트에서 에드워드 레이몬드 프랑스(1919~2006)와 엘자 마리아 아우구스타 헤레베헤(1919~1976)의 세 자녀 중 장남으로 태어났다. 그는 어머니에게서 첫 피아노 레슨을 받았다.
헨트 대학교 재학 시절, 헤레베헤는 의학 및 정신과 연구와 함께 헨트 음악원에서 음악 교육을 병행했는데, 이곳에서 예후디 메뉴인의 반주자였던 마르셀 가젤에게 피아노를 배웠다.

## 활동

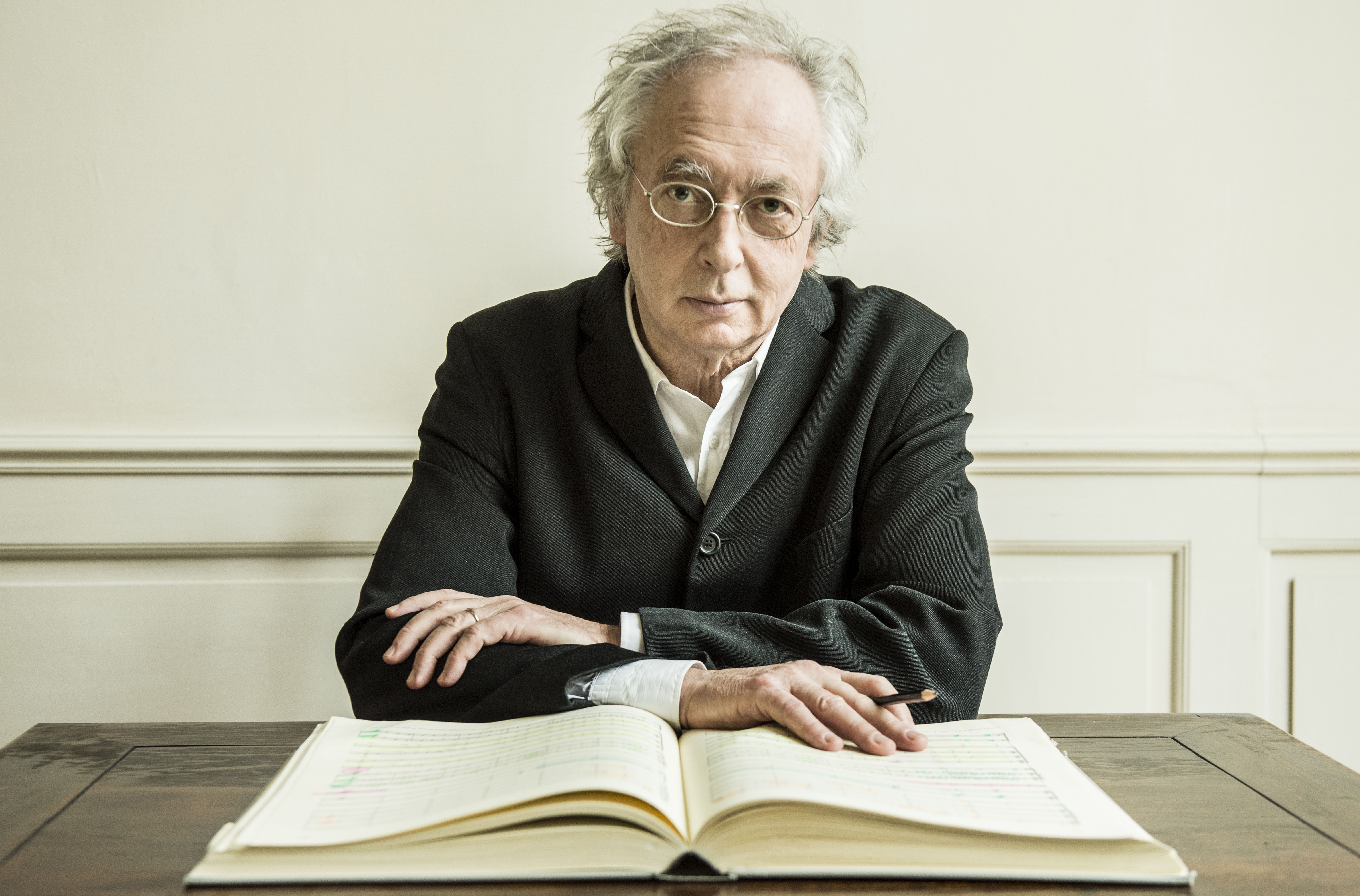
2013년의 모습

1970년에 헤레베헤는 동료 학생들과 함께 콜레기움 보칼레 겐트를 창단했다. 니콜라우스 아르농쿠르와 구스타프 레온하르트는 그의 음악적 접근 방식에 주목하여 그와 콜레기움 보칼레 겐트를 자신들의 바흐 칸타타 전곡 녹음에 초청했다.
헤레베헤의 바로크 음악에 대한 접근 방식은 곧 찬사를 받았고, 1977년에는 파리에서 또 다른 앙상블인 라 샤펠 르와얄을 창단하여 앙드레 캉프라, 장바티스트 륄리, 마르크앙투안 샤르팡티에, 미셸리샤르 드랄랑드, 앙리 뒤몽, 장 질 등 프랑스 황금기 작곡가들의 음악을 연주했다. 1982년부터 2002년까지는 생트 음악 아카데미의 예술 감독을 역임했다.
이 시기 동안 헤레베헤는 르네상스 음악부터 현대 음악에 이르는 레퍼토리를 역사적으로 적절하고 사려 깊은 해석으로 연주하는 여러 다른 단체와 앙상블을 창단했다. 여기에는 르네상스 다성 음악을 전문으로 하는 앙상블 보칼 외로펭과 1991년 원전 악기로 고전주의 음악 및 낭만주의 음악 레퍼토리를 연주할 목적으로 창단된 샹젤리제 오케스트라가 포함된다.
2009년부터 헤레베헤와 콜레기움 보칼레 겐트는 시에나의 권위 있는 아카데미아 키지아나의 초청으로, 그리고 2011년부터 유럽 연합 문화 프로그램의 지원을 받아 대규모 유럽 심포니 합창단을 발전시키는 데 적극적으로 참여하고 있다.
한동안 헤레베헤는 베토벤부터 구스타프 말러에 이르는 위대한 교향곡 작품들을 연주하는 데 주력했다. 그는 1997년부터 앤트워프 심포니 오케스트라의 상임 지휘자를 역임했다.
객원 지휘자로서 헤레베헤는 콘세르트헤바우 관현악단, 스타방게르 심포니 오케스트라, 로테르담 필하모닉, 네덜란드 방송 오케스트라, 말러 챔버 오케스트라, 베를린 필하모니 관현악단 및 빈 필하모니 관현악단, 앤트워프 심포니 오케스트라 등 여러 유명 오케스트라를 지휘했다. 그는 생트 페스티벌의 예술 감독이었으며, 2008년부터 2013년까지 네덜란드 라디오 챔버 필하모닉의 상임 객원 지휘자를 역임했다.
헤레베헤는 주로 요한 제바스티안 바흐의 음악 지휘자로 알려져 있다. 그는 오늘날 주요 바흐 학자들에게 바로크 시대의 원전 연주, 원전 악기 운동의 선구자이자 아르모니아 문디 음반사의 가장 다작적인 녹음 아티스트 중 한 명으로 평가받으며, 60개 이상의 앨범을 발표했다.
아헤트 츠웨이스트라와 결혼했다.

## 음반 목록
오랜 세월 동안 헤레베헤는 아르모니아 문디, 버진 클래식스, 펜타톤 등의 레이블에서 이들 앙상블과 함께 100개 이상의 방대한 음반을 녹음했다. 주요 음반으로는 라수스의 라그리메 디 산 피에트로, 바흐의 마태 수난곡, 베토벤 및 슈만의 교향곡 전집, 말러의 가곡집 어린이의 이상한 뿔피리, 베를리오즈의 그리스도의 유년 시절 & 여름밤, 브루크너의 교향곡 5번, 포레의 레퀴엠(1988 & 1901), 아르놀트 쇤베르크의 달에 홀린 피에로, 바일의 바이올린 협주곡, 베를린 레퀴엠; 숲 속 죽음의 칸타타, 스트라빈스키의 시편 교향곡 등이 있다. 2010년 아우터 뮤직과 함께 레이블 φ (PHI)를 설립했다.

## 수상 및 영예

### 영예
- 1994: 문화예술공로훈장 장교
- 2000: 알베르 2세 국왕의 칙령에 의해 헤레베헤 기사 작위 수여.[2]
- 2003: 레지옹 도뇌르 훈장 기사.

### 수상
- 1990년 유럽 음악 언론은 그를 "올해의 음악인"으로 선정했다.
- 헤레베헤와 콜레기움 보칼레 겐트는 1993년 "플랑드르 문화 대사"로 임명되었다.
- 1997년 루뱅 가톨릭 대학교에서 명예 박사 학위를 수여받았다.
- 2010년 라이프치히시는 바흐 연주자로서의 공로를 인정하여 그에게 바흐 메달을 수여했다.
- 왕립 음악원 바흐상 (2016)[3]